# 中山八駅
中山八駅（ちゅうざんはちえき）は、中華人民共和国広東省広州市茘湾区中山八路にある広州地下鉄5号線及び11号線の駅である。

## 歴史
- 2009年12月28日：5号線の駅として開業[1]。
- 2024年12月28日：11号線の開業により、乗り換え駅となる[2]。

## 駅構造
両線とも島式ホーム1面2線を有する地下駅。5号線西場側に引き上げ線が1線ある。

### のりば
| 番線                    | 路線     | 方向   | 行先                     |
| ----------------------- | -------- | ------ | ------------------------ |
| 5号線ホーム（地下3階）  |          |        |                          |
| 1                       | ■ 5号線  | 上り   | 広州駅・黄埔新港方面     |
| 2                       | ■ 5号線  | 下り   | 滘口方面                 |
| 11号線ホーム（地下5階） |          |        |                          |
| 3                       | ■ 11号線 | 外回り | 芳村・沙涌・赤沙方面     |
| 4                       | ■ 11号線 | 内回り | 雲台花園・沙河・琶洲方面 |

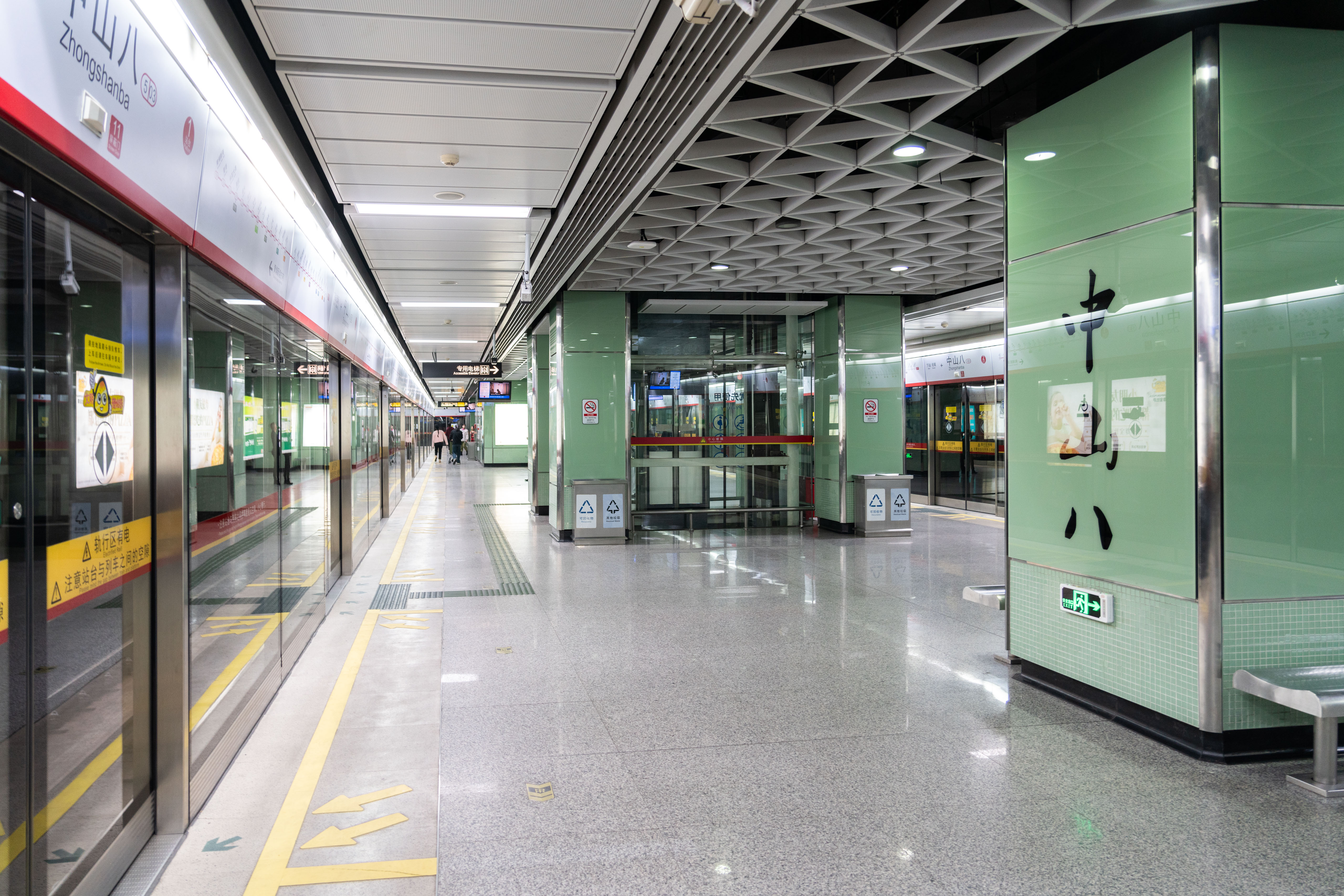
5号線ホーム
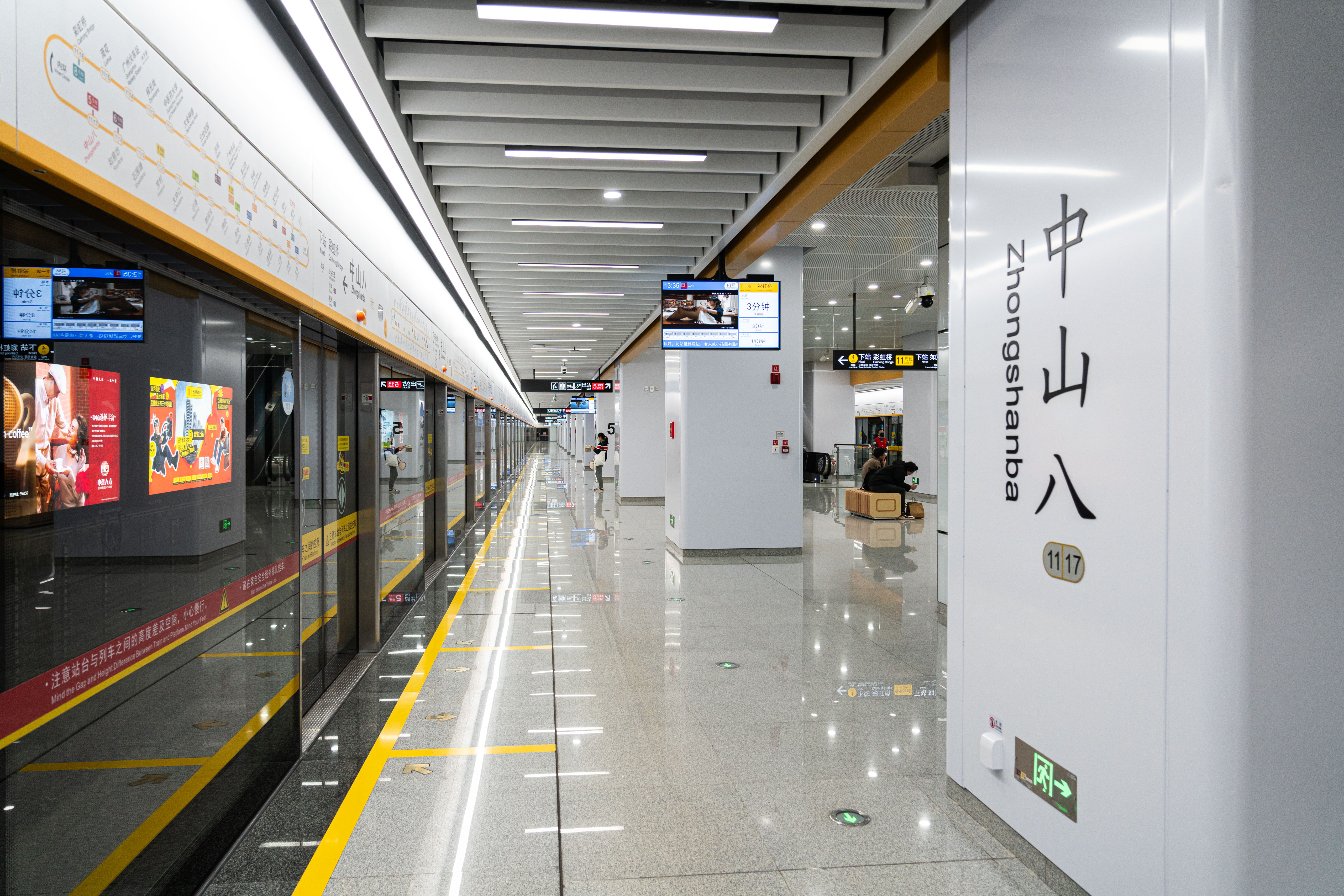
11号線ホーム
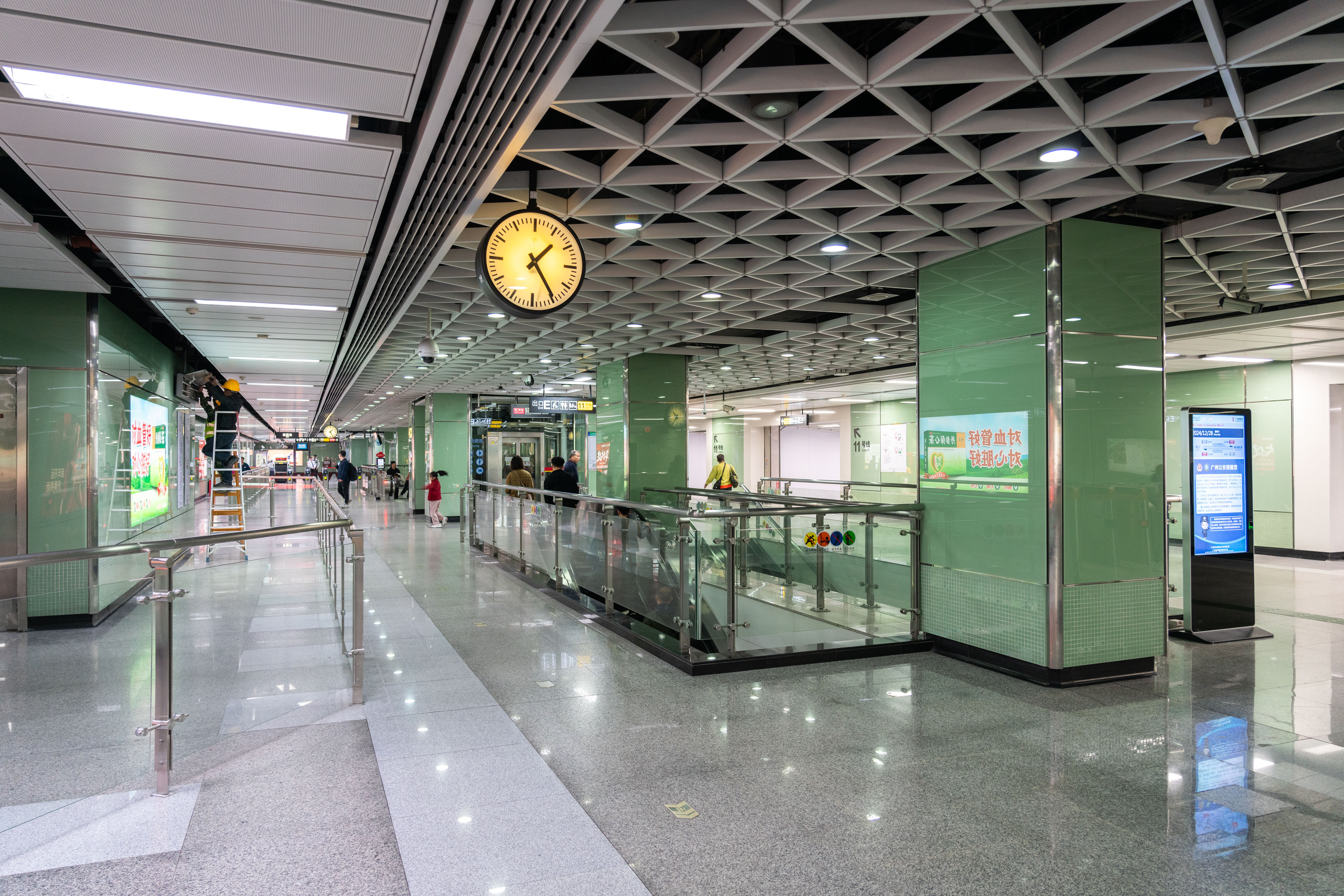
5号線コンコース
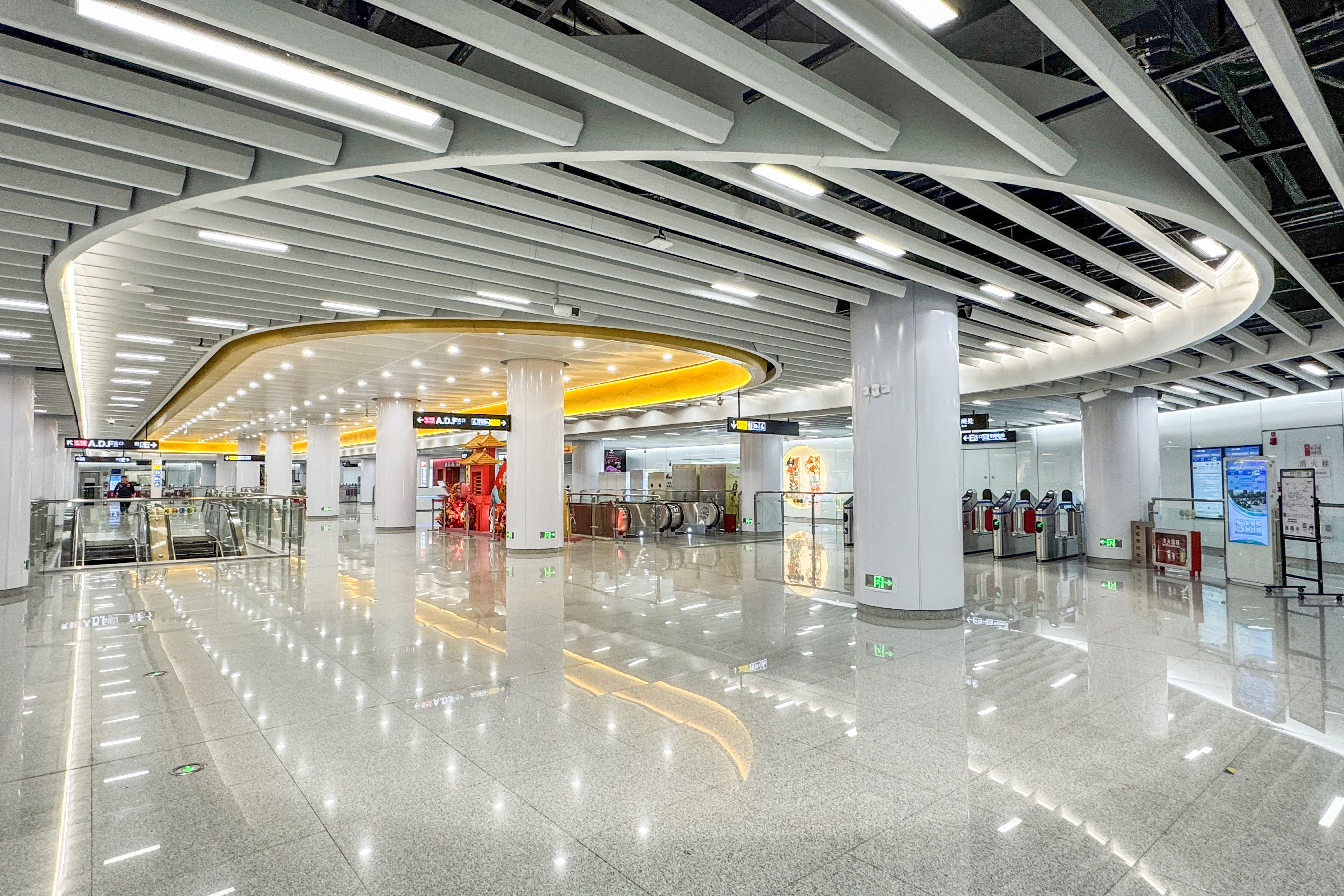
11号線コンコース

## 駅周辺
- 中山八路交通換乗枢紐（中国語版）
- 茘湖ビル
- 茘湾湖公園（中国語版）

## 隣の駅
広州地下鉄
■ 5号線
坦尾駅 502 - 中山八駅 503 - 西場駅 505
■ 11号線
彩虹橋駅 1116 - 中山八駅 1117 - 如意坊駅 1118